# Манастир Градац
Манастир Градац је српски православни манастир, који се налази на уздигнутој заравни изнад Градачке реке, на ободу шумовитих падина Голије. Удаљен је 21 километар северозападно од Рашке и 12,5 километара западно од Брвеника и Ибарског пута. Сарађен је између 1277. и 1282. године, као ктиторска задужбина српске краљице Јелене, супруге краља Стефана Уроша I. Несвакидашњи спој архитектонских тековина рашке школе и готике чини цркву манастира Градац јединственом у српском средњовековном градитељству. Од 1979. године ова задужбина Немањића представља непокретно културно добро као споменик културе од изузетног значаја.
Игуманија манастира је мати Нина (Ђурђевић), а парох отац Никола (Ћурчић).

## Прошлост манастира
Манастир Градац је као своју задужбину подигла српска краљица Јелена, током првих година владавине свог старијег сина, краља Стефана Драгутина. Тачне године почетка и завршетка радова нису познате, али по неким изворима изградња је започета 1277. године. Најчешће се узима да је време изградње крај 13. века. Најстарије писано забележје о зидању храма оставио је архиепископ Данило II, у свом делу Житије краљице Јелене, писаном између 1317. и 1324. године.

Аутор овде детаљно бележи: 
| „ | И тако поче зидати предивну цркву у име пресвете Богородице, празник Благовештења, на месту званом Градац… Заповедила је да се сакупе сви народи њезине државе, и када је то учинила, изабрала је од њих најбоље уметнике, хотећи да подигну предивно здање тога храма, много и небројено злато нештедице дајући свима радницима… као мудри и разумни строитељ. | ” |

Иако је на ктиторској композицији краљица та која је приказана као оснивач, верује се да јој је у изградњи помогао и њен супруг, краљ Урош , али га је у једном тренутку у томе прекинула смрт. За краљевски пар изграђена је чак и двојна гробница.
Главна црква манастира подсећа на студеничку цркву и обилује елементима готике, због чега постоји веровање да су градитељи доведени из Далмације, будући да су на Балкану тога времена једино они познавали готику. Изношене су и претпоставке по којима су зидари дошли са Сицилије или из Провансе, што се на посредан начин изводи из појединих података из краљичиног житија, по којима је Јелена била пореклом "од рода фрушког", односно из других података који сведоче да су Јелена и њена сестра Марија биле даље рођаке сицилијанског краља Карала I Анжујског. Фрескосликарство је византијско. Краљица Јелена посветила је манастир Богородици, и то празнику Благовести, и предала га у руке монасима, који су од њега направили мушки манастир. После њене смрти 8. фебруара 1314. године, њени синови Драгутин и Милутин богато су даривали манастир. Упркос оштрој зими, ковчег са њеним телом пренет је из њеног двора у Брњацима у саркофаг у манастирској цркви.
Иако је краљица Јелена сахрањена у градачком манастиру 1314. године, њеним моштима се временом изгубио траг. По својој задужбини, краљица-ктиторка је постала позната и као Јелена Градачка, а недуго након смрти проглашена је за светитељку.
На манастирском поседу налази се и једна мања црква, посвећена Светом Николи. Служила је као дворска капела.
Манастир је за време турске владавине први пут пострадао врло рано — после пада Новог Брда 1441. године. Отада је углавном био без монаха, а затим и без кровног покривача на цркви када га је народ однео. Монаси манастира Ђурђеви ступови, игуман Стефан и јеромонах Пајсије, открили су изнова Градац и покушали да га обнове. Ново доба опет је било кратког века и Градац је још једном опустео. Митрополит Висарион пише 1600. године да су монашке келије разорене, а да је манастир покраден. Године 1844. у рушевини манастирске цркве, са леве и десне стране биле су још добро очуване две гробнице од мермера. Каснија истраживања донела су сазнања о пространости манастирских конака, те о великом броју монаха који су ове живели. То је затим потврђено и открићем многобројних гробова на манастирском поседу.
Године 1910. манастирска црква добила је нови заштитни кров, али је он дотрајао већ до 1930-тих. О обнови се поново размишљало 1935, али је убрзо дошло до светског рата. Између 1948. и 1949. године обављени су први конзерваторски радови, којима су сачувани зидови манастира. Радови на целокупној обнови напокон су почели тек 1962. године. Трајали су 13 година, па су окончани 1975. године. Извршена је потпуна реконструкција главне цркве, чија је унутрашњост била у великој мери сачувана. Од 1982. године је почела изградња конака и манастир је поново оживео. Тадашњи игуман био је схиархимандрит Јулијан Кнежевић, а после њега управу је преузела игуманија Ефимија (Тополски). Од 2014. старешина манастира је мати Нина (Ђурђевић).

## Архитектура
Богородичина црква је једнобродна грађевина рашке школе, са припратом, бочним капелама, наосом, певницом и троделним олтарским простором. Материјали коришћени у градњи били су сига, бели малтер и мермер. Главни портал на улазу у цркву, са преломљеним луковима, представља најупечатљивији детаљ готичког стила. 
У пространом наосу цркве налази се скривница, која је данас празна и затворена даском. Ту су још и два ктиторска саркофага — први, двојни, израђен је и украшен у складу са немањићким ктиторским гробницама, вероватно за краљевски пар, а други мањи, опет за припадника племства. Данас су оба празна, будући да је краљ Урош сахрањен у својој задужбини, манастиру Сопоћани.
Купола има осмоугаону основу са осам великих прозора, због чега је градачка црква један од најбоље осветљених српских средњовековних храмова.

## Фрескопис
Све фреске Богородичине цркве су данас оштећене. Најбоље очувана је фреска Благовести, у линети на улазу у храм. У припрати су сачуване неке сцене из Богородичиног живота: Анина молитва у врту, Сусрет Јоакима и Ане, Рођење Богородице и Миловање, Одбијање дарова, Благослов свештеника и Ваведење.
На северном зиду наоса осликано је Успење Пресвете Богородице, на јужном Рођење и детињство Христово, а на источном још једном Благовести. На југозападном зиду су осликани оснивачи манастира, затим краљ Драгутин и краљица Каталина, а све их пред Богом заступају Богородица и краљ Стефан Првовенчани.

## Монашки живот
Заједница у Градцу позната је по разноврсним делатностима које употпуњују монашки живот. Монахиње, које су и академски сликари, основале су иконописачку и ткачку радионицу, а баве се и фрескописом, пчеларством, баштованством и другим активностима.

## Географски положај
За саобраћајни положај манастира од највећег значаја је Ибарска магистрала, односно пут Београд—Краљево—Рашка—Косовска Митровица—Приштина—Скопље, од кога се код Брвеника одваја асфалтни пут и води уз долину реке Брвенице до села и манастира Градац, у дужини од око 12,5 km.
Поред манастира пролази регионални пут Брвеник—Бисер Вода. Овај пут према западу води ка Ивањици, док се у Крушевици одваја правац према Рудном и Студеници. Село Градац је, такође, локалним путевима добро повезано са суседним селима.
Положај манастира Градац у односу на међународни пут Е-75 је нешто неповољнији. Од њега је манастир, преко Баточине, удаљен око 165 km.
За саобраћајни положај манастира од значаја је и железничка пруга Београд-Краљево-Рашка-Приштина. Железничка станица постоји у насељу Брвеник и удаљена је од манастира око 14 km.
Од међународног аеродрома у Сурчину манастир је удаљен око 260 km, а од аеродрома у Нишу око 160 km.
Према неким наводима, политички мотивисани археолози Завода за заштиту споменика културе Југославије су седамдесетих година 20. века намерно разбацали мошти краљице Јелене по манастирској порти, које су монахиње касније скупиле и сахраниле испод пода цркве.

## Галерија
- Општина Рашка - Манастир Градац
- Општина Рашка - Градац
- Савремени витезови краљице Јелене
- Општина Рашка - Градац
- Општина Рашка - Градац
- Општина Рашка - Градац
- Општина Рашка - Градац
- Општина Рашка - Градац
- Општина Рашка - Градац
- Западни портал са готичким утицајем
- Манастирска црква
- Унутрашњост манастирске цркве
- Унутрашњост манастирске цркве
- Излетиште Градачка бања у непосредној близини манастира